# Herr Seele

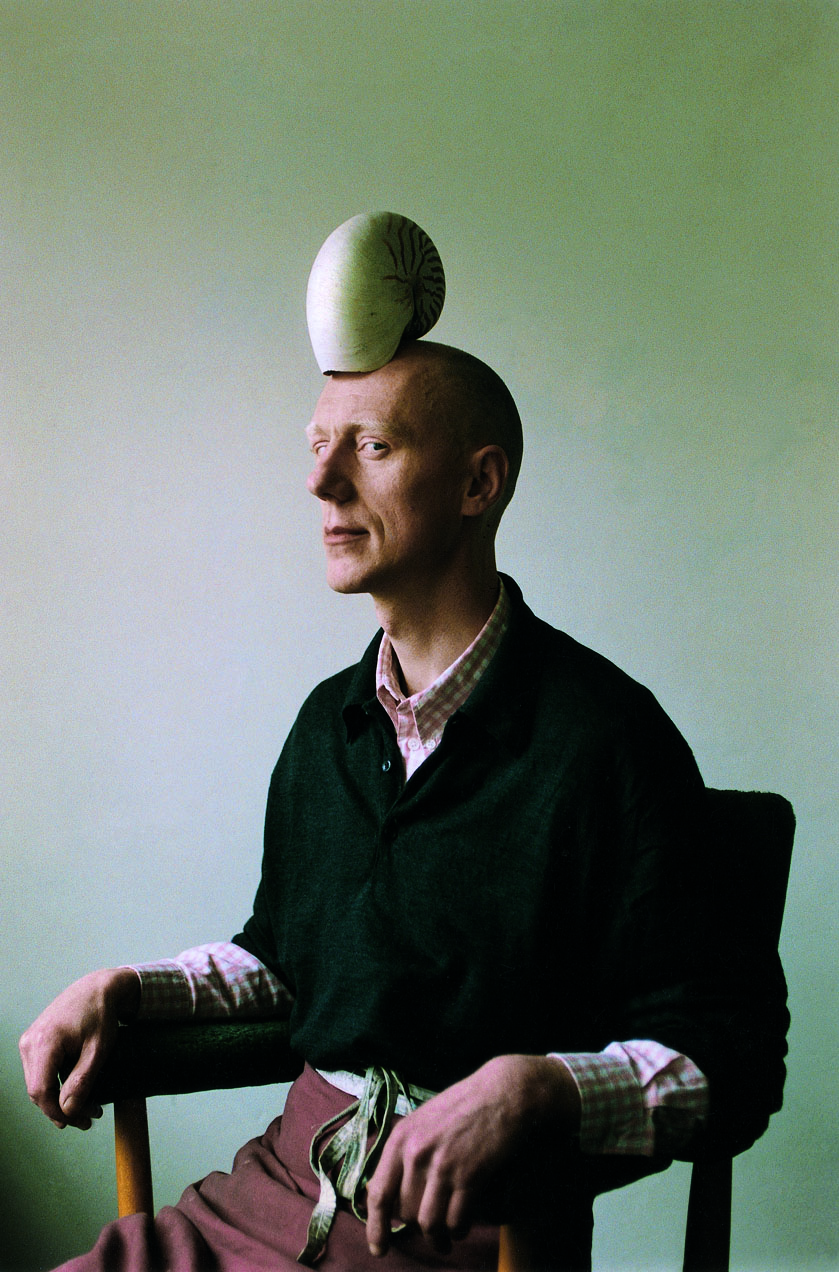
Herr Seele (2010)

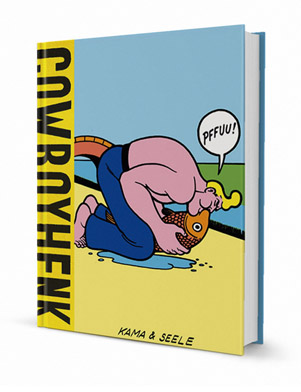
Cowboy Henk, die Comicfigur von Kamagurka und Herr Seele

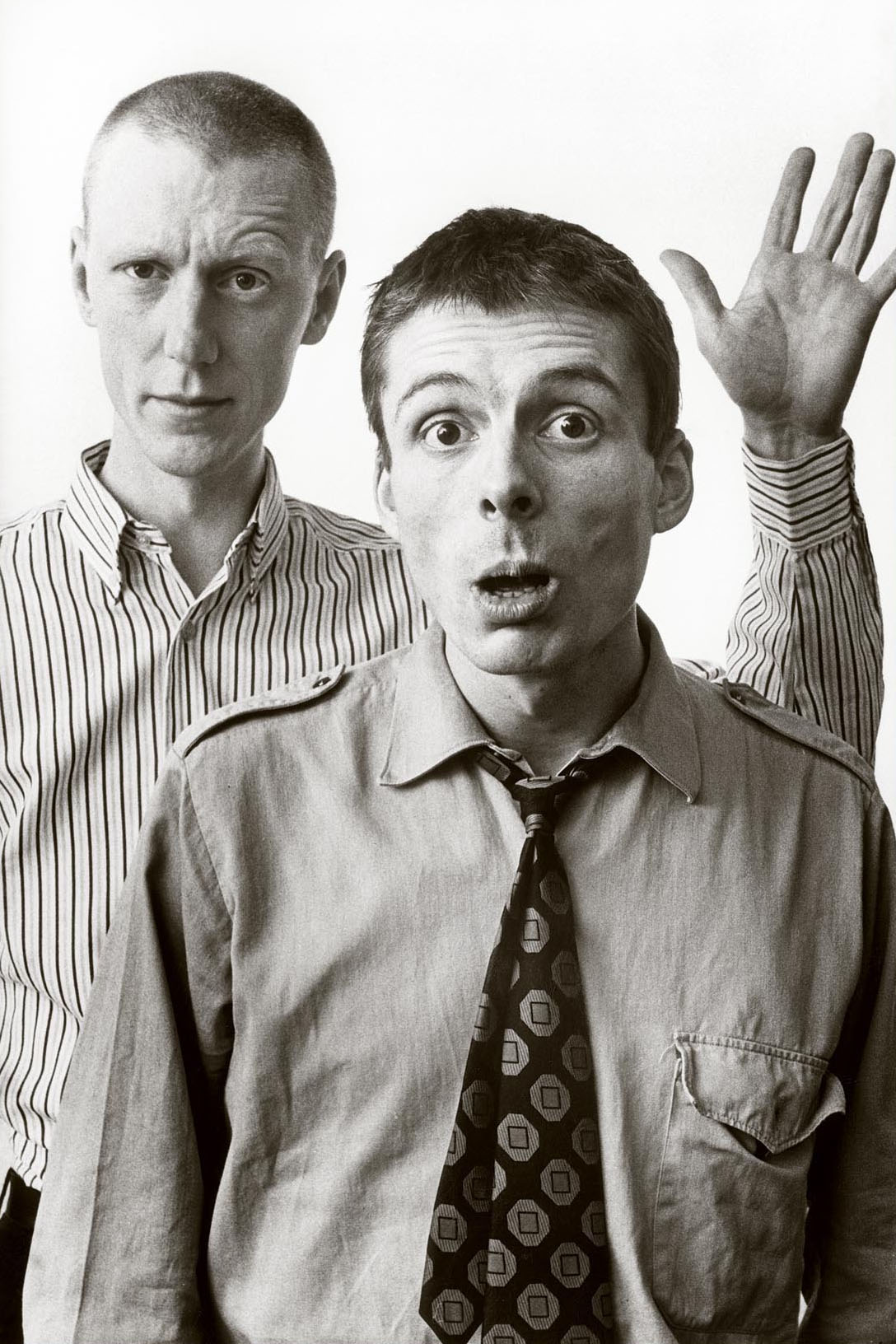
Herr Seele (links) und Kamagurka (1982)

Herr Seele ist das Pseudonym von Peter van Heirseele (* 13. April 1959 in Torhout), er ist ein belgischer (flämischer) Künstler, Cartoonist und Moderator. Bekannt ist er mit Kamagurka als Zeichner des absurden Comics Cowboy Henk, der im belgischen Wochenmagazin Humo erscheint.

## Werdegang
Van Heirseele besuchte als Sechzehnjähriger die Akademie der bildenden Künste in Gent, lernte Klavierstimmer und -Restaurator in Wales und absolvierte eine Ausbildung als Restaurator in Florenz.
1981 begann er, als Herr Seele (eine Verballhornung seines Nachnamens) mit Kamagurka den absurden Comic Cowboy Henk zu veröffentlichen, ursprünglich für die Zeitung Vooruit, jetzt De Morgen, dann auch in der Wochenzeitung Humo. Dabei ist Kamagurka für das Skript und Herr Seele für die Zeichnung zuständig.
Seitdem führte er mit Kamagurka jedes Jahr eine absurde Theatershow auf. Der Comic Cowboy Henk wurde von Skandinavien bis in die USA veröffentlicht. 1994 wurde ein Comic für das Album-Cover Steelt de Schouw! des Musikers Pater Mouscron verwendet.
Seit 1983 ist Herr Seele für das Fernsehen tätig. Das erste Programm hieß Atmospheric Bullshitting und wurde von Kamagurka geschrieben. 1985 folgte eine 20-teilige Serie Kamagurka und Herr Seele, geschrieben von dem Duo für den niederländischen Rundfunk VPRO. Später folgten Johnnywood, Lava und weitere Sendungen. Herr Seele machte auch Solo-Programme für Radio und Fernsehen. 2008 belegte er den 7. Platz in 71° Nord.
Die Hauptbeschäftigung von Herrn Seele ist die Malerei.
Zudem schuf er eine Sammlung historischer Klaviere mit rund 200 Instrumenten in Ostende.
Herr Seele arbeitet auch für die Aktionsgruppe Dement Oostende, die gegen den Abriss traditioneller Häuser protestiert.

## Privates
Im März 2019 heiratete er in zweiter Ehe die Schriftstellerin Katia Belloy.

## Veröffentlichungen (Auswahl)
- Mit Kamagurka: Cowboy Henk – Der König der Zahnseide. Edition Moderne 1994, deutsch, ISBN 978-3-907010-78-5.
- Mit Kamagurka: Cowboy Henk. Edition Moderne 2016, deutsch, ISBN 978-3-03731-156-1.